# Турија (Коњиц)
Турија је насељено место у Босни и Херцеговини у општини Коњиц у Херцеговачко-неретванском кантону које административно припада Федерацији Босне и Херцеговине. Према попису становништва из 1991. у насељу је живјело 385 становника.

## Географија
По последњем службеном попису становништва из 1991. године, у насељу Турија живело је 385 становника. Становници су већином били Хрвати.
| Националност       | 1991.        | 1981. | 1971. |
| Хрвати             | 381 (98,96%) |       |       |
| Југословени        | 1 (0,26%)    |       |       |
| остали и непознато | 3 (0,78%)    |       |       |
| Укупно             | 385          |       |       |